# 德氏三鰭䲁
德氏三鰭䲁（學名：Tripterygion delaisi），為輻鰭魚綱䲁形目三鰭䲁科三鰭䲁屬的一個種，分布於東大西洋區，從英吉利海峽至塞內加爾，包括地中海海域，深度0至40公尺，本魚體延長，繁殖期時雄魚身體變成黃色，頭部變成黑色，在領土爭鬥中，頭部的顏色會變成灰色，以表示攻擊。雌魚體呈灰褐色，頭部和尾部之間有五條深色寬闊的背腹帶，體長可達8.9公分，成魚棲息在沿海岩石底質水域，通常躲在岩縫及洞穴，以小時無脊椎動物為食，雄魚具有領域性，雌魚產附著性卵在藻類築的巢，雄魚會守護卵，幼魚為浮游性，生活習性不明。
- 雌魚
- 一尾顏色隱密的雌魚和一隻頭部呈黑色、身體呈黃色、具有領地意識的雄魚